# 멀렛 아레나
멀렛 아레나(영어: Mullett Arena)은 미국 애리조나주 템피에 위치한 실내 경기장이다. 과거 NHL 애리조나 카이오티스의 홈경기장으로 사용했으면 현재 NCAA 애리조나 주립 대학교과 NBA G 리그 밸리 선스의 홈구장으로 사용하고 있다.